# Tolmetin
Tolmetin là một thuốc chống viêm non-steroid thuộc nhóm arylalkanoic acid. Thuốc được dùng để giảm đau, căng cứng và viêm trong viêm xương khớp, viêm đa khớp dạng thấp và viêm cứng đốt sống. Tolmetin cũng dùng để giảm đau các chấn thương nhẹ.
Ở Hoa Kỳ thuốc được bán với tên Tolectin dưới dạng viên nén hoặc viên nhộng.